# Altmelon
Altmelon – gmina targowa w Austrii, w kraju związkowym Dolna Austria, w powiecie Zwettl. Według Austriackiego Urzędu Statystycznego liczyła 846 mieszkańców (1 stycznia 2014).